# Druye
Druye – miejscowość i gmina we Francji, w Regionie Centralnym, w departamencie Indre i Loara.
Według danych na rok 1990 gminę zamieszkiwało 681 osób, a gęstość zaludnienia wynosiła 30 osób/km² (wśród 1842 gmin Regionu Centralnego Druye plasuje się na 559. miejscu pod względem liczby ludności, natomiast pod względem powierzchni na miejscu 569.).